# 長崎市立仁田佐古小学校
長崎市立仁田佐古小学校（ながさきしりつ にたさこしょうがっこう）は、長崎県長崎市西小島一丁目にある公立小学校。

## 概要
歴史
2016年（平成28年）に長崎市立の小学校2校（仁田小学校と佐古小学校）が統合の上開校した。開校当初は仁田小学校の校舎を使用。佐古小学校の校舎を解体した上で新校舎建設を開始。2020年（令和2年）2月に新校舎が完成し、旧佐古校地に移転を完了。今後、役割を終えた仁田小学校の校舎が解体される予定である。
校章
旧2校の校名「仁田（Nita）」、「佐古（Sako）」のローマ字表記の頭文字「N」と「S」、小学校の「小」の文字を組み合わせ、はばたく鳥を表している。
校歌
作詞は山口広助、作曲は市原隆靖による。タイトルは「こころはひとつ」。歌詞は2番まであり、1番の歌詞中に「仁田」と「佐古」が登場する。
校区
旧長崎市立仁田小学校校区、旧・長崎市立佐古小学校校区。中学校区は長崎市立大浦中学校。

## 沿革
- 2016年（平成28年）

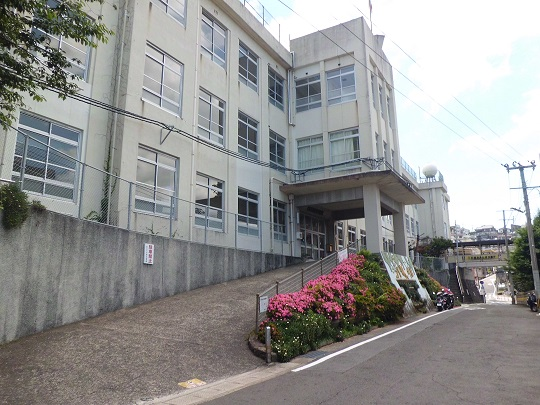
開校当初は旧仁田小学校校舎を使用していた。

  - 2月7日 - 長崎市立仁田小学校 閉校記念式典を挙行。
  - 2月28日 - 長崎市立佐古小学校 閉校記念式典を挙行。
  - 3月31日 - 仁田小学校と佐古小学校が統合により、閉校。
  - 4月1日 - 「長崎市立仁田佐古小学校」が開校[2]。
    - 閉校後、佐古小学校校舎は解体され、その跡地に新校舎が建設される[3]。
    - 児童は仁田小学校校舎に収容され、新校舎が完成するまでの間使用される[3]。
    - 新校舎完成後、児童は仁田小学校校舎から新校舎に移り、仁田小学校校舎が解体される予定[3]。

  - 7月1日 - 開校記念式典を挙行[4]。
- 2020年（令和2年）2月25日 - 旧・佐古小校地に完成した新校舎に移転を完了。

## アクセス
最寄りの路面電車停留場
- 長崎電気軌道本線思案橋停留場

最寄りのバス停
- 長崎バス 「新地中華街」バス停

最寄りの国道・県道
- 国道324号

## 周辺
- 福建会館
- 唐人屋敷通り
- 十善会病院
- 長崎市立仁田保育所
- 緑ヶ丘保育所
- 仁田・佐古地区ふれあいセンター

## 関連事項
- 長崎県小学校一覧